# Schwarzsches Lemma
Das schwarzsche Lemma (nach Hermann Amandus Schwarz) ist ein Satz der Funktionentheorie über holomorphe Selbstabbildungen
der Einheitskreisscheibe, welche den Nullpunkt fest lassen.

## Aussage
Es bezeichne {\displaystyle \mathbb {D} :=\left\{z\in \mathbb {C} \,:\,|z|<1\right\}} die offene Einheitskreisscheibe. Sei {\displaystyle f\colon \mathbb {D} \to \mathbb {D} } eine holomorphe Funktion mit {\displaystyle f(0)=0}. Dann gilt {\displaystyle |f(z)|\leq |z|} für alle {\displaystyle z\in \mathbb {D} } und {\displaystyle |f'(0)|\leq 1}. 
Falls in einem Punkt {\displaystyle z_{0}\in \mathbb {D} ,z_{0}\neq 0,} zusätzlich die Gleichheit {\displaystyle |f(z_{0})|=|z_{0}|} besteht oder {\displaystyle |f'(0)|=1} gilt, so ist {\displaystyle f} eine Drehung, d. h. {\displaystyle f(z)=e^{i\lambda }\cdot z} für ein geeignetes {\displaystyle \lambda \in \mathbb {R} }.

## Beweis
Sei {\displaystyle f(z)=\sum _{n=0}^{\infty }a_{n}z^{n}} die Taylorentwicklung von {\displaystyle f} um den Punkt {\displaystyle z=0}. Wegen {\displaystyle f(0)=0} ist {\displaystyle a_{0}=0}, so dass die Funktion
{\displaystyle g(z):={\begin{cases}{\frac {f(z)}{z}},&{\text{falls }}z\not =0,\\f'(0),&{\text{sonst}}\end{cases}}}
auf {\displaystyle \mathbb {D} } holomorph ist und die Taylorentwicklung {\displaystyle g(z)=\sum _{n=1}^{\infty }a_{n}z^{n-1}} um den Nullpunkt hat. Nach dem Maximumprinzip nimmt die Funktion {\displaystyle |g|} auf dem Kreis {\displaystyle K_{r}:=\{z\in \mathbb {C} \mid |z|\leq r\}}, {\displaystyle r\in (0,1)}, ihr Maximum auf dem Rand {\displaystyle \partial K_{r}=\{z\in \mathbb {C} \mid |z|=r\}} an. Dort gilt aber:
{\displaystyle |g(z)|=\left|{\frac {f(z)}{z}}\right|={\frac {|f(z)|}{r}}\leq {\frac {1}{r}},}
so dass |g(z)| auf ganz {\displaystyle K_{r}} durch {\displaystyle {\frac {1}{r}}} beschränkt ist. Da {\displaystyle 0<r<1} beliebig ist, 
so folgt durch Grenzübergang {\displaystyle r\to 1} schon {\displaystyle |g(z)|\leq 1} und somit {\displaystyle |f(z)|\leq |z|} für alle 
{\displaystyle z\in \mathbb {D} }. Weiterhin ist {\displaystyle |f'(0)|=|g(0)|\leq 1}.
Falls zusätzlich ein {\displaystyle z_{0}\in \mathbb {D} } mit {\displaystyle |f(z_{0})|=|z_{0}|} existiert oder {\displaystyle |f'(0)|=1} gilt, dann gibt es ein {\displaystyle z_{0}\in \mathbb {D} } mit {\displaystyle |g(z_{0})|=1}. Mit dem Maximumprinzip folgt, dass {\displaystyle g} konstant ist, also {\displaystyle g(z)=c} für ein {\displaystyle c} mit {\displaystyle |c|=1}. Es gilt also {\displaystyle f(z)=c\cdot z}.

## Anwendungen
- Bestimmung der holomorphen Automorphismengruppe der Einheitskreisscheibe: {\displaystyle \mathrm {Aut} (\mathbb {D} )=\left\{f(z)=e^{i\lambda }{\frac {z-z_{0}}{1-{\overline {z_{0}}}z}}\;,\;\lambda \in [0,2\pi ),\;z_{0}\in \mathbb {D} \right\}}.

Hieraus kann man die Automorphismengruppe der oberen Halbebene {\displaystyle \mathbb {H} } bestimmen und erhält {\displaystyle \mathrm {Aut} (\mathbb {H} )\cong PSL(2,\mathbb {R} )}.
- Das schwarzsche Lemma ist eines der Hilfsmittel, die beim modernen, mit Hilfe normaler Familien geführten Beweis des riemannschen Abbildungssatzes verwendet werden.
- Lemma von Schwarz-Pick: Für holomorphe Funktionen {\displaystyle f:\mathbb {D} \to \mathbb {D} } gilt {\displaystyle {\frac {|f'(z)|}{1-|f(z)|^{2}}}\leq {\frac {1}{1-|z|^{2}}}} für alle {\displaystyle z\in \mathbb {D} }.

## Verschärfung
Das schwarzsche Lemma besagt unter anderem, dass für eine holomorphe Funktion {\displaystyle f:\mathbb {D} \to \mathbb {D} } mit {\displaystyle f(0)=0} in der Potenzreihenentwicklung {\displaystyle f(z)=\sum _{j=1}^{\infty }a_{j}z^{j}} die Bedingung {\displaystyle |a_{1}|\leq 1} gilt. Ludwig Bieberbach zeigte, dass für injektive Funktionen auch {\displaystyle |a_{2}|\leq 2} gilt, und stellte die später nach ihm benannte bieberbachsche Vermutung auf, dass {\displaystyle |a_{j}|\leq j} für alle {\displaystyle j\in \mathbb {N} \;}. Diese Vermutung wurde 1985 von Louis de Branges de Bourcia bewiesen.